# Baron Herbert of Lea
Baronowie Herbert of Lea 1. kreacji (parostwo Zjednoczonego Królestwa)
- 1861–1861: Sidney Herbert, 1. baron Herbert of Lea
- 1861–1895: George Robert Charles Herbert, 13. hrabia Pembroke i 2. baron Herbert of Lea
- następni baronowie Herbert of Lea byli hrabiowie Pembroke.